# 왕실기병대
왕실기병대(Household Cavalry; HCav)는 영국 육군에서 가장 오래 된 두 연대, 경호근위대와 왕립기마근위대-제1용기병대의 연합부대다. 윈저의 컴버미어 병영에 주둔하는 실전 수색부대인 왕실기병연대와 런던 하이드파크 병영에 주둔하는 의장부대인 왕실기마기병연대로 나뉜다. 왕실기병대는 왕실사단에 속하며, 영국 군주의 공식적인 경호부대이고, 제대 중 의전서열 필두다.